# Cezar (titlu)
Cezar (plural Cezari), Latin: Cæsar (plural Cæsares), este un titlu acordat unui cetățean imperial, care se distinge pe plan politic. Provine din  cognomenul (numele, în latină) Iulius Cezar, dictatorul roman. Schimbarea numelui de familie cu acest titlu imperial a devenit o practică comună începând cu anii 68/69, ultimul fiind cunoscut ca "Anul celor patru împărați".
În Imperiul Bizantin târziu, împăratul Alexie I Comnenul (domnie 1081–1118) a creat un titlu și mai mare decât acela de Cezar, și anume Sebastokrator, adică „al doilea împărat”, potrivit Anei Comnena.

## Vezi și
- Tervel al Bulgariei